# Strage di San Bernardino
La strage di San Bernardino è stata una sparatoria avvenuta in un centro sociale per disabili a San Bernardino, in California, il 2 dicembre 2015.

## La sparatoria
Intorno alle 10:59 Syed Rizwan Farook e Tashfeen Malik, marito e moglie, dopo aver lasciato in custodia la propria figlia alla madre di Farook, si recarono all'Inland Regional Center, un centro sociale per disabili, mascherati e armati di pistole e fucili. Una volta entrati aprirono il fuoco contro la folla, uccidendo all'istante 14 persone e ferendone altre 24, tra cui due poliziotti. I due attentatori furono uccisi in uno scontro a fuoco con i poliziotti a 2 km dal luogo della strage, come confermato dal capo della polizia.

## Movente
Dall'inchiesta è emerso che gli autori sono stati ispirati dalla jihad islamica. Nella testimonianza del comitato giudiziario del Senato rilasciata il 9 dicembre 2015, il direttore dell'FBI James B. Comey ha affermato che "stavano parlando tra loro della jihad e del martirio", prima del loro fidanzamento e già alla fine del 2013. Secondo quanto riferito, hanno trascorso almeno un anno a prepararsi all'attacco, includendo anche la pratica del bersaglio e pianificando di prendersi cura del loro bambino e della madre di Farook. Comey ha affermato che, sebbene le indagini abbiano dimostrato che la coppia era radicalizzata e probabilmente ispirata da organizzazioni terroristiche straniere, non vi è alcuna indicazione che fossero collegati a organizzazioni terroristiche.

## Reazioni
Il governatore della California Jerry Brown ha dichiarato in un'intervista: «Il nostro pensiero va alle famiglie delle vittime coinvolte nell'attentato. La California non risparmierà i suoi sforzi per portare questi assassini alla giustizia». Anche il presidente degli Stati Uniti Barack Obama ha espresso solidarietà ai parenti delle vittime.

## Vittime
| Nazionalità | Morti | Note  |
| ----------- | ----- | ----- |
| Stati Uniti | 10    | [ 1 ] |
| Vietnam     | 1     | [ 1 ] |
| Eritrea     | 1     | [ 1 ] |
| Iran        | 1     | [ 1 ] |
| Messico     | 1     | [ 1 ] |
| Totale      | 14    | [ 1 ] |